# مسیلات

فرمول ساختاری آنیون مسیلات

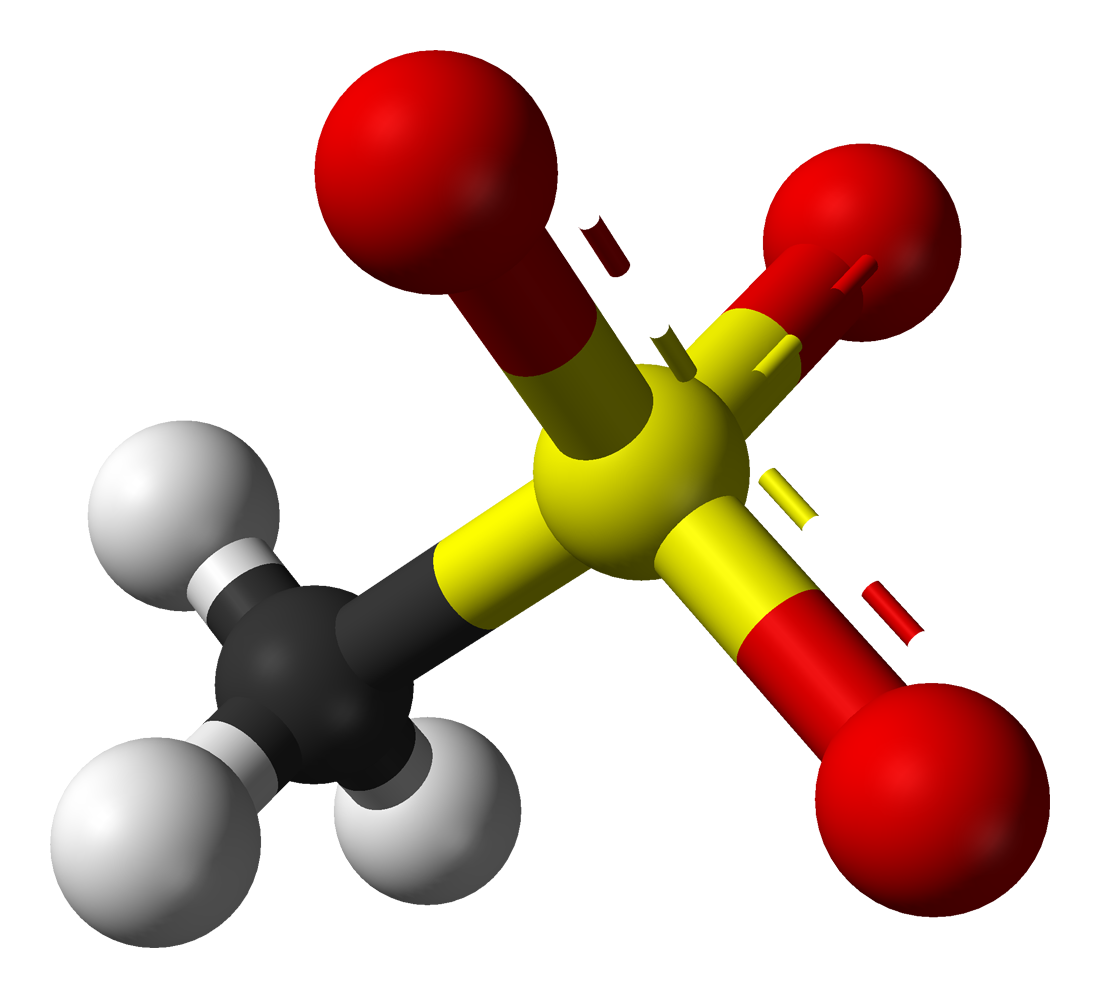
مدل گلوله میله آنیون مسیلات

در شیمی به هر نمک یا استر متان‌سولفونیک اسید (CH۳SO۳H) مسیلات(به انگلیسی: Mesylate) گفته می‌شود. در نمک‌ها، مسیلات به صورت آنیون − CH۳SO۳  وجود دارد. هنگام اصلاح نام غیراختصاصی بین‌المللی برای یک ماده دارویی حاوی این گروه یا آنیون، هجی درست به صورت mesilate است (مانند imatinib mesilate، نمک مسیلات ایماتینیب).
مسیلات استرها یک گروه از ترکیبات آلی هستند که دارای گروه عاملی با ساختار کلی CH۳SO۲O–R هستند، و به صورت مختصر MsO–R نیز نمایش داده می‌شوند، که در آن R یک استخلاف آلی است. مسیلات در واکنش‌های جانشینی هسته‌دوستی یک گروه ترک‌کننده در نظر گرفته می‌شود.

## آماده‌سازی
مسیلات‌ها به‌طور کلی توسط واکنش یک الکل و متان‌سولفونیل کلرید در حضور یک باز، مانند تری‌اتیل‌آمین، تولید می‌شود.